# Undibacterium fentianense
Undibacterium fentianense es una especie de  bacteria gramnegativa del género Undibacterium. Fue descrita en el año 2021. Su etimología hace referencia al río Fentian, en China. Es aerobia y móvil por flagelo polar. Tiene un tamaño de 0,6-0,7 μm de ancho por 1,6-3 μm de largo. Forma colonias de color beige. Temperatura de crecimiento entre 4-37 °C, óptima de 24-30 °C. Catalasa y oxidasa positivas. Es sensible a los antibióticos: carbenicilina, ceftriaxona, cefoperazona, eritromicina y ciprofloxacino. Resistente a oxacilina, polimixina y clindamicina. Tiene un genoma de 4,29 Mpb y un contenido de G+C de 45,8%. Se ha aislado del río Fentian en China. 